# Gloeodes pomigena
Gloeodes pomigena är en svampart som först beskrevs av Ludwig David von Schweinitz, och fick sitt nu gällande namn av Colby 1920. Gloeodes pomigena ingår i släktet Gloeodes, divisionen sporsäcksvampar och riket svampar.   Inga underarter finns listade i Catalogue of Life.